# 洪堡 (明尼蘇達州)
洪堡（英語：Humboldt）是一個位於美國明尼蘇達州基特遜縣的城市。

## 歷史
洪堡的郵局自1896年營運至今。此地得名自德國自然科學家、博物學家、自然地理學家亚历山大·冯·洪堡（Alexander von Humboldt）。

## 人口
根據2020年美國人口普查的數據，洪堡的面積為0.29平方千米，皆為陸地。當地共有人口41人，而人口密度為每平方千米141人。